# David Goodall
David William Goodall, född 4 april 1914 i London, död 10 maj 2018 i Liestal i Basel-Landschaft i Schweiz, var en brittisk-australisk botaniker och ekolog. Han var under lång tid förespråkare för aktiv dödshjälp och avslutade sitt liv på en eutanasiklinik i Schweiz.